# Graeffea seychellensis
Graeffea seychellensis är en insektsart som beskrevs av Ferriere 1912. Graeffea seychellensis ingår i släktet Graeffea och familjen Phasmatidae. Inga underarter finns listade i Catalogue of Life.